# Шандал
Шандал (слч. Šandal) насељено је мјесто са административним статусом сеоске општине (слч. obec) у округу Стропков, у Прешовском крају, Словачка Република.

## Становништво
| Година:    | 1994. | 2004.   | 2014. | 2024.   |
| ---------- | ----- | ------- | ----- | ------- |
| Број људи: | 315   | 300     | 312   | 318     |
| Разлика:   |       | -4,76 % | +4 %  | +1,92 % |

| Година:    | 2023. | 2024.   |
| ---------- | ----- | ------- |
| Број људи: | 316   | 318     |
| Разлика:   |       | +0,63 % |

Према подацима о броју становника из 2024. године насеље је имало 318 становника.